# Hilliard (Ohio)
Hilliard ist eine Stadt im Franklin County im Zentrum des Bundesstaates Ohio, Vereinigte Staaten. Die Bevölkerungszahl war 37.114 bei der Zählung im Jahr 2020. Nach Angaben des United States Census Bureaus umfasst die Stadt ein Gebiet von 28,9 Quadratkilometern. 

## Geographie
Hilliard ist eine Vorstadt im Nordwesten der Hauptstadt Columbus. Neben dem Hauptstadtsbezirk Downtown Columbus mit seiner Skyline, die von manchen erhöhten Stellen in Hilliard aus sichtbar ist, grenzen noch andere Gemeinden an Hilliard: Dublin im Norden, Upper Arlington im Osten und Galloway im Süden. Im Westen der Stadt liegt nach wie vor offenes Farmland. Der einzige größere Autobahnanschluss in Hilliard ist jener an die I-270, die von Norden nach Süden etwas östlich vom Stadtkern durch die Stadt verläuft. Die Bahnstrecke, die im 19. Jahrhundert den Aufschwung für Hilliard bedeutete, ist seit 1962 stillgelegt.

## Geschichte

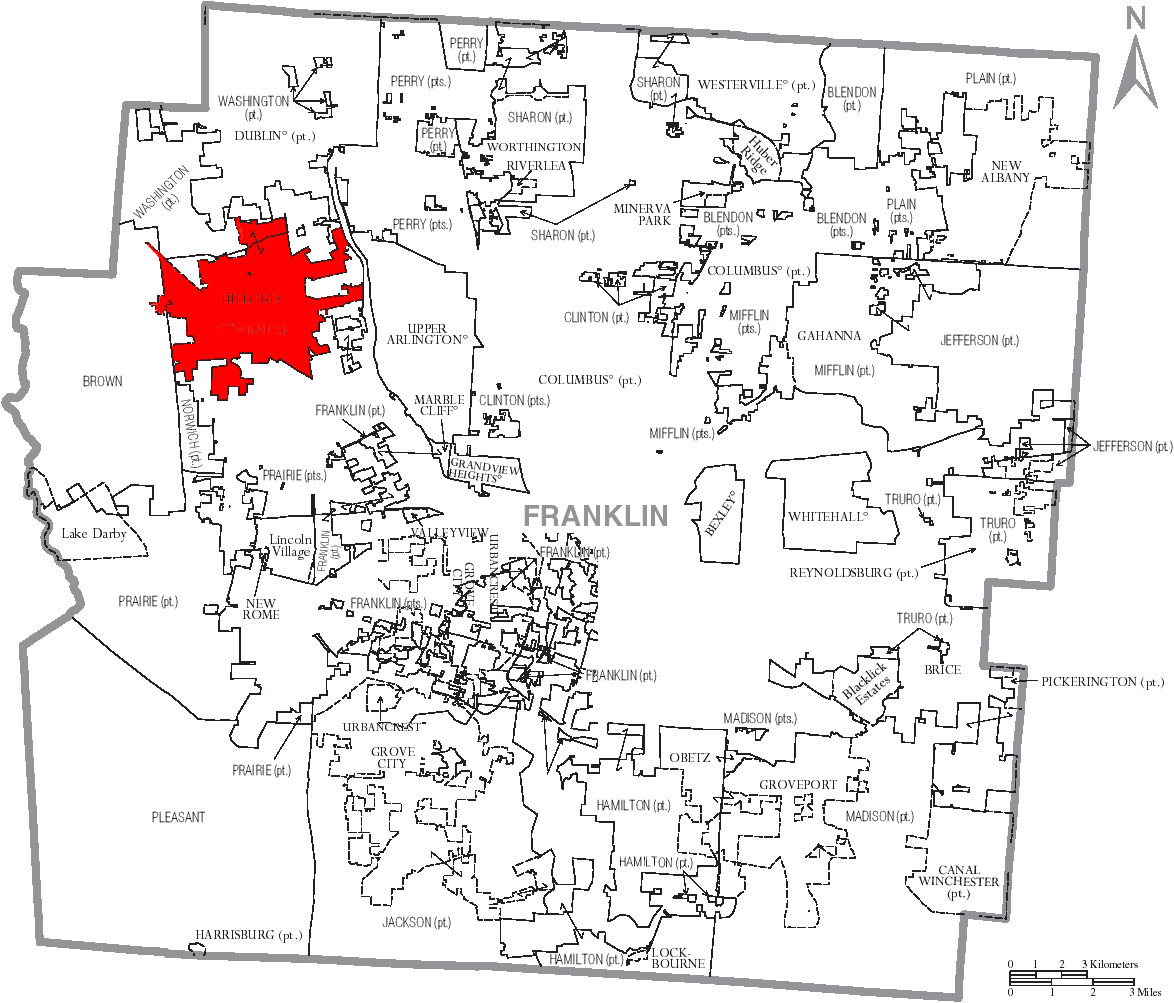
Karte des Franklin Countys: Der Ortsbereich von Hilliard ist rot markiert

1852 kaufte John Reed Hilliard von Hoseah High und Abraham Wendell 40.000 Quadratmeter Land im Franklin County. Dieses Land zwischen dem Big Darby Creek im Westen und dem Scioto River im Osten schien ihm geeignet, um darauf eine Stadt zu errichten. Als durch das Land eine Bahnstrecke, die Piqua and Indiana Railroad, gebaut wurde, errichtete die Bahngesellschaft hier eine Station. Hilliard’s Station, wie der Bahnhof genannt wurde, war ein geeigneter Umschlagplatz für die Landwirtschaftsprodukte der Farmer in dieser Gegend und versorgte sie mit allen nötigen Waren. Am 1. September 1853 reichte John Hilliard die Pläne zum Bau einer Stadt ein.
Bis in die Mitte des 20. Jahrhunderts waren der Bahnhof und die Hauptstraße das Zentrum der Stadt. 1854 wurde eine Poststation errichtet und Hilliard’s Station nannte sich fortan nur noch Hilliard. Am 13. Juli 1869 wurde die Gemeinde offiziell anerkannt. Hilliard hatte damals 280 Einwohner. 1962 wurde die Bahnstrecke geschlossen. Das originale Stationsgebäude wurde renoviert und im historischen Weaver Park wieder aufgestellt.
Die Lage von Hilliard als Vorort der Hauptstadt Columbus brachte in den 1950er-Jahren ein rasches Ansteigen der Einwohnerzahlen mit sich. Drei neue Wohnviertel wurden gebaut. Bei der Volkszählung von 1960 wurden 5633 Einwohner gezählt. Hilliard bekam am 12. Dezember 1960 offiziell den Status einer City, da die Bevölkerungszahl von 5000 Einwohnern überschritten worden war. In den 1960er-Jahren wurde Hilliard an die Wasserversorgung und das Kanalnetz von Columbus angeschlossen, was eine weitere Entwicklung ermöglichte. Mit dem Anschluss an den I-270 Autobahngürtel in den 1980er-Jahren kam ein weiterer rascher Bevölkerungsanstieg.

## Bildung
Der Hilliard City School District erstreckt sich auf die Stadt Hilliard und das gesamte Gebiet der Townships Norwich und Brown.
Der Schulbezirk umfasst 14 Elementary Schools, zwei Sixth Grade Schools, drei Middle Schools und zwei High Schools, die Hilliard Davidson High School und die Hilliard Darby High School. Eine dritte High School, die Hilliard Bradley High School, wird im Schuljahr 2009/2010 wegen der steigenden Schülerzahlen im Gebiet nördlich der Brown Elementary School im Brown Township eröffnet. Vorhersagen weisen darauf hin, dass der Hilliard City School District im Schuljahr 2010/2011 17.000 Schüler betreuen wird, im Schuljahr 2014/2015 sollen es schon 19.000 sein. Im Schuljahr 2008/2009 waren es 15.850 Schüler.